# I soliti rapinatori a Milano
Pour plus de détails, voir Fiche technique et Distribution.
I soliti rapinatori a Milano est une comédie policière italienne réalisée par Giulio Petroni et sortie en 1961.

## Synopsis
Le comte Ottavio est un petit voleur qui, à sa sortie de prison, projette de cambrioler une banque. À la recherche de complices, il tombe sur un groupe de malfrats qui projettent de voler une riche dame milanaise lors d'une représentation à la Scala.

## Fiche technique
- Titre original : I soliti rapinatori a Milano[1] (litt. « Les voleurs habituels de Milan »)
- Réalisation : Giulio Petroni
- Scénario : Bruno Corbucci, Giovanni Grimaldi, Mario Guerra
- Photographie : Marco Scarpelli (it)
- Montage : Dolores Tamburini (it)
- Musique : Piero Umiliani
- Décors : Franco Lolli
- Production : Emo Bistolfi
- Sociétés de production : Cineproduzione Emo Bistolfi
- Pays de production :  Italie
- Langue originale : italien
- Format : Noir et blanc - son mono
- Durée : 94 minutes
- Genre : Comédie policière
- Dates de sortie : 
  - Italie : 2 septembre 1961

## Distribution
- Jacqueline Sassard : Anna Maria
- Franco Fabrizi : Franco
- Maurizio Arena : Aldo
- Peter Baldwin : Tony
- Vittorio Congia : Gianni
- Mario Carotenuto : Ottavio
- Cristina Gajoni : Elena
- Tiberio Murgia : Africa
- Gabriella Andreini : Anna
- Dominique Boschero : Marisa
- Dori Dorika : Maria Tibiletti